# بخش جفرسون (شهرستان کلینتون، اوهایو)
بخش جفرسون (به انگلیسی: Jefferson Township) یک منطقهٔ مسکونی در ایالات متحده آمریکا است که در شهرستان کلینتون، اوهایو واقع شده‌است.
 بخش جفرسون ۶۰٫۱ کیلومتر مربع مساحت و ۱٬۳۹۹ نفر جمعیت دارد و ۳۰۳ متر بالاتر از سطح دریا واقع شده‌است.